# Беляев, Василий Дмитриевич
Василий Дмитриевич Беляев (23 января 1916, Орловская губерния — июль 1979, Москва) — организатор микробиологической и химической промышленности, первый начальник Главмикробиопрома при Совете Министров СССР (1966—1979).

## Биография
Родился 23 января 1916 года в деревне Беляевка Орловской губернии (Новодеревеньковский район Орловской области) в семье железнодорожника. В 1920-е годы переехал с родителями в Донбасс, где окончил школу, ФЗУ и рабфак.
В 1935 году поступил в Ленинградский индустриальный институт, из которого перевёлся в химико-технологический институт имени Ленсовета. В 1941 г. получил диплом с отличием и был направлен в г. Дзержинск Горьковской области на завод № 96. Работал в цехе № 14 сменным инженером, начальником смены (1942), заместителем начальника (1943), начальником цеха (1944). С 1946 г. начальник Управления капитального строительства завода.
В 1948—1959 гг. директор завода № 91 им. С. М. Кирова в Сталинграде (там в том числе руководил налаживанием производства боевых отравляющих веществ).
В 1959—1964 гг. первый заместитель председателя Нижне-Волжского совнархоза, объединявшего экономику трех областей — Волгоградской, Саратовской и Астраханской.
С 1964 г. жил и работал в Москве. В 1964—1966 гг. сначала заведующий Отделом химической промышленности Бюро ЦК КПСС по РСФСР, затем — заместитель Министра химической промышленности СССР.
С 21 марта 1966 г. первый начальник Главного управления микробиологической промышленности (Главмикробиопром) при Совете Министров СССР. Этот Главк курировал работу 62 предприятий по производству кормовых дрожжей из растительного сырья, ферментов, органических кислот, бактериальных удобрений, средств защиты растений, кормовых антибиотиков и витаминов, 10 строящихся предприятий, 2 научно-исследовательских и 1 проектного институтов.
В период его руководства пущены в эксплуатацию Уфимский опытно-промышленный, Кстовский опытно-промышленный, Киришский, Светлоярский, Благовещенский заводы по производству белково-витаминного концентрата; Кировский, Мантуровский и другие заводы по производству кормовых дрожжей из растительного сырья; Чаренцаванский, Ливанский, Шебекинский заводы аминокислот.
Умер в июле 1979 года после тяжёлой скоротечной онкологической болезни. Похоронен на Новодевичьем кладбище, 8 участок 13 ряд.

## Награды и звания
- Ленинская премия (1960) — за работу в области химической технологии (за создании технологии промышленного выпуска ОВ нервно-паралитического действия зарина).
- Орден Ленина (1971);
- Два ордена Трудового Красного Знамени (1965, 22.01.1976);
- Медали, в том числе:
  - Медаль «За трудовую доблесть» (1944);
  - Медаль «За доблестный труд в Великой Отечественной войне 1941—1945 гг.» (1945);
  - Медаль «За трудовое отличие» (1956);
- Почётный химик СССР (13.01.1976).